# John Davis (navigateur américain)
Pour les articles homonymes, voir John Davis et Davis.
John Davis (né en 1784 dans le Surrey) est un navigateur, chasseur de baleines et explorateur américain. Il est le premier à avoir mis le pied sur le continent antarctique. 

## Biographie
Phoquier, commandant du Huron, un navire de New Haven, il fait partie en 1820 d'une flotte de cinquante-cinq bateaux en service dans la zone des Shetland du Sud. Avec le capitaine Christopher Burdick du Huntress, ils décident de gagner l'île Livingston (8 décembre 1820). Le ravitailleur du Huton, le Cecilia les rejoint avec un faible chargement de phoques. John Davis en prend alors le commandement et se dirige vers le sud. Il fait escale aux îles Smith puis Low, passe l'île Hoseason et le 7 février 1821 rencontre une large étendue de terre dont il relève les coordonnées et y débarque. Selon son relevé, il s'agit du continent Antarctique, à l'emplacement de la baie Hughes. Il est ainsi le premier à avoir foulé le sol du continent, 74 ans avant Carsten Borchgrevink. 
Le 10 février, Davis revient à Port Yankee avec un chargement de peaux. Le 12 février, Burdick, qui a repris le commandement du Cecilia aperçoit à son tour l'Antarctique mais ne parvient pas à y amerrir. 
John Davis fait encore un voyage en Antarctique en 1822 puis sa trace se perd. 
Son journal de bord a été retrouvé en 1952.